# Zalipie (Kruszewo)
Zalipie – część wsi Kruszewo w Polsce położona w województwie mazowieckim, w powiecie żuromińskim, w gminie Żuromin.
Dawniej samodzielna wieś i gromada.
W latach 1975–1998 miejscowość należała administracyjnie do województwa ciechanowskiego.